# Anton Schrader

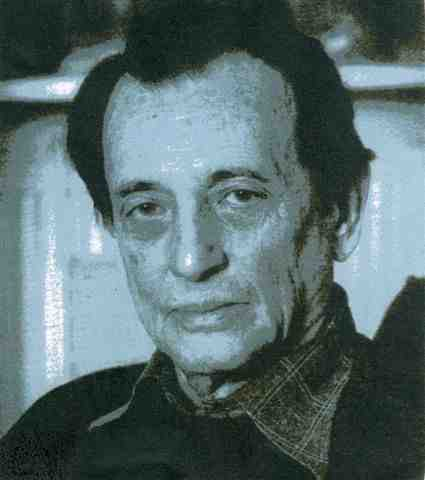
Anton Schrader

Ir. Anton Bernard (Ton, Bobby) Schrader (Soerabaja, 9 november 1917 – Den Haag, 8 november 2000) was een Engelandvaarder.

## Levensloop
Schrader was de zoon van een Nederlands zeeofficier. Hij groeide op in Nederlands-Indië.
In 1935 werd hij lid van de Nationale Jeugdstorm. Hij dacht dat het een vaderlandslievende club was, maar kwam er al snel achter dat hij zich had vergist. Toch bleef hij lid, ook tijdens de eerste oorlogsjaren. Dit gaf hem later problemen toen hij in Engeland werd ondervraagd en nog later toen hij naar de Verenigde Staten wilde gaan.
In 1938 behaalde hij in Nederlands-Indië zijn ingenieurstitel. In 1939 kwam hij naar Nederland om aan de Universiteit Utrecht Indologie te studeren.

### Tweede Wereldoorlog
Toen de oorlog uitbrak legde hij zijn studie neer en verhuisde hij naar Den Haag. Daar raakte hij betrokken bij het verzet. In januari 1941 werd Schrader gearresteerd en naar het Oranjehotel gebracht vanwege het verspreiden van illegale krantjes. Met een boete kwam hij vrij.
Hij kreeg een baan bij het Rijksbureau voor Voedselvoorziening in Oorlogstijd, waarbij hij Hoofd Bureau Grondstoffen van het Rijksbureau werd, daardoor kon hij aan extra brandstof komen. Nadat Schrader bij toeval betrokken was bij de illegale levering van benzine aan mensen die naar Engeland wilden ontkomen, bouwde hij een netwerk om Engelandvaarders te ondersteunen.

### Engelandvaarders
Er zijn veel routes om naar Engeland te gaan. Schrader heeft alleen te maken gehad met de kortste route, direct over de Noordzee. Voor zover bekend zijn ongeveer 95 pogingen ondernomen om de oversteek te maken vanuit ongeveer 40 vertrekpunten. Schrader is betrokken geweest bij negen pogingen, waarmee bijna 80 personen de zee zijn opgegaan, waarvan minstens 45 Engeland hebben bereikt. Schrader was een van de opvarenden van het eerste en het negende bootje.
In het begin van de oorlog was het relatief gemakkelijk om ongezien weg te komen; het werd veel moeilijker nadat de Atlantikwall was aangelegd.

#### Nooit Volmaakt

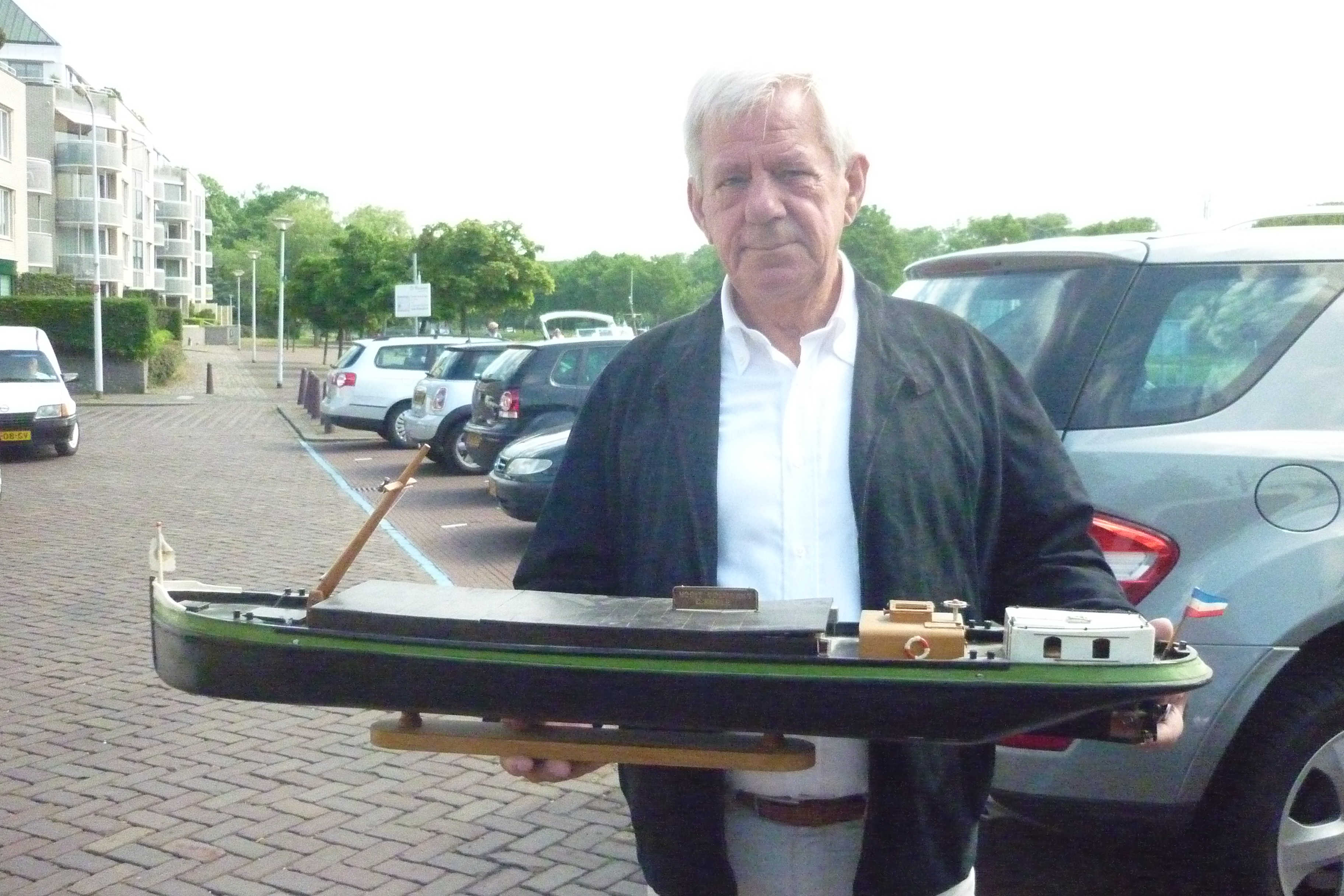
Model van de Nooit Volmaakt, gemaakt door de broer van mevrouw Koole, hier vastgehouden door Anton Koole, hun zoon

In mei 1941 wilden schipper Sietse Rienksma uit Schipluiden en Cees Waardenburg naar Engeland. Rienksma had een Westlander, die Nooit Volmaakt heette, waarmee hij grint en zand vervoerde. Ook Theo Vrins wilde mee. Hij had gevangengezeten en was net weer vrij. En Bob van der Stok, hij had een kompas. Rudy Burgwal, een contact van Schrader, werd nummer vijf, hij had brandstof. De tocht voorliep voorspoedig, totdat de Nooit Volmaakt vastliep op de Roggenplaat bij Schouwen-Duiveland. De Duitsers geloofden Waardenburg en Rienksma toen ze beloofden zich bij de Ortskommandant in Veere te melden zodra ze weer loskwamen, maar toen voeren ze naar Bergen op Zoom. Deze poging was mislukt, maar iedereen was nog vrij en de boot was behouden.
Op 3 september 1941 lukte het Rienksma, Waardenburg en Burgwal om samen met vier anderen met een andere boot de oversteek te maken. De Nooit Volmaakt werd verhuurd aan schipper Kees Koole, die er aardappelen uit Zeeland mee haalde, maar deze boot zou tijdens de oorlogsjaren ook gebruikt worden voor andere transporten.

#### Eerste poging van Schrader
In februari 1943 probeerde Anton Schrader met vijf anderen weg te komen naar Engeland, te weten de broers Robert en Willy Weyhenke, Johan Anton Stroeve, Christiaan de Bakker en Christiaan Gutteling. Zij hadden een bootje van slechts 7 meter, de Djemma. Toen dat uit het ruim van de Nooit Volmaakt getakeld werd, brak er bij de tewaterlating een balk. Omdat vervolgens ook de motor weigerde, liet Schrader de Djemma door Koole terug naar Schipluiden brengen. Deze poging was dus mislukt, Schrader keerde terug naar zijn post op het Rijksbureau en zou nog diverse Engelandvaarders van brandstof voorzien totdat hij zelf op 8 oktober 1943 met het negende bootje een nieuwe poging waagde..
Op 2 maart 1943 vertrok een motorvlet uit Hellevoetsluis met acht man aan boord. De vlet was ter beschikking gesteld door Jhr. Nanning van Foreest (1916) van de Noord- en Zuid-Hollandsche Redding Maatschappij, en hij mocht dus mee. Schrader zorgde dat de vlet bij de Van Ravesteijnwerf in Leidschendam werd opgeknapt, en voorzag hem van brandstof. Ook aan boord was Theo Vrins; het was zijn tweede poging, en hij had goede kaarten. De poging mislukte omdat er te veel Westenwind stond en ze niet door de branding kwamen. Na zijn arrestatie, onderweg naar Kamp Vught wist Theo Vrins te ontsnappen. Na Kamp Vught werd de groep naar Kamp Amersfoort gebracht en later naar Natzweiler-Struthof in de Elzas. Slechts twee van hen overleefden de oorlog, waaronder Theo Vrins.

#### Andere pogingen
Op 5 mei 1943 vertrok Jaap Burger met tien anderen vanuit Oud-Beijerland in een bootje dat Schrader bij de werf van Lo van Ravesteijn in Leidschendam had gekocht. Het scheepje werd zeewaardig gemaakt en door de Nooit Volmaakt naar Oud-Beijerland gesleept. Op het Haringvliet werden ze door Duitsers beschoten, maar de duisternis hielp hen te ontsnappen. Aan het einde van de volgende ochtend ontmoetten ze een Engels konvooi, dat hen meenam. Hun vluchtboot zonk toen ze die aan boord wilden hijsen.
Op 30 juni 1943 vertrokken Nico Phaff, die op de Oude Delft 47 woonde, en Jan van Zutphen, veelbelovend wedstrijdzeiler, in een opvouwbare kano vanuit Rozenburg. Eerst hadden ze een vlet geregeld met de bedoeling die door Koole naar Oud-Beijerland te laten brengen en de route van Schrader te gebruiken. Later kocht Van Zutphen die kano. De twee kwamen niet in Engeland aan, maar werden door de Kriegsmarine onderschept voor de kust van Hoek van Holland, en in de haven van Rotterdam aan land gebracht. Niemand heeft ooit meer iets van hen gehoord.
Op 23 augustus 1943 vertrok Theo Vrins voor de derde keer naar Engeland. Zijn groep van 15 Engelandvaarders verzamelde ten huize van de familie Burgwal in Den Haag en werd vandaar naar de Schie gebracht, waar de Nooit Volmaakt met schipper Koole hen opwachtte. Met de vluchtboot op sleeptouw voer Koole langs Voorne-Putten naar het Spui. Vandaar vertrok de groep van 15 naar het Haringvliet. Op zee kregen ze motorpech, en de wind bracht hen terug naar de Hollandse kust. Duitsers pikten hen op en brachten hen naar Den Helder. Via de gevangenis van Scheveningen werd de groep naar Kamp Vught gebracht.
Op 29 september 1943 vertrok John Osten met vier anderen. Osten weigerde de loyaliteitsverklaring te tekenen, dook onder en wilde naar Engeland. Schrader hielp hem aan een runabout met motor, maar vanwege het slechte weer mislukte de poging.
Schrader heeft veel hulp gehad van schipper Kees Koole uit Schipluiden en de familie Burgwal uit de Populierenstraat in Den Haag. Hun huis was vaak een ontmoetingsplaats. Op 8 oktober 1943 ging Schrader zelf vanuit het Haringvliet met de negende boot mee, een dag later bereikten ze de overkant van de Noordzee. Koole had de mannen en hun vluchtboot in het ruim van de Nooit Volmaakt meegenomen van Leidschendam via de Schie, de Nieuwe Maas, de Oude Maas en door het Spui naar het Haringvliet. Behalve Schrader waren nog elf anderen aan boord. Ze gebruikten een route die Schrader langzamerhand goed kende.
In Engeland werd Schrader dagenlang verhoord door Oreste Pinto, vooral vanwege zijn lidmaatschap van de Jeugdstorm. Daarna werd hij door de Amerikaanse geheime dienst opgeleid tot geheim agent. 9 november 1944 werd hij gedropt boven Ulrum in de provincie Groningen. In februari 1945 werd hij door de Duitsers gearresteerd, waarna Kriminaldirektor Joseph Schreieder van de Gestapo probeerde hem over te halen om voor de Duitsers te gaan werken.
Op 23 februari 1944 probeerde Osten het weer, samen met Flip Winckel, Edzard Moddemeyer, Hein Fuchter en Henk Baxmeier, en toen lukte het wél. Ze waren de laatste Engelandvaarders wier overtocht succesvol was.

### Terug in Nederland

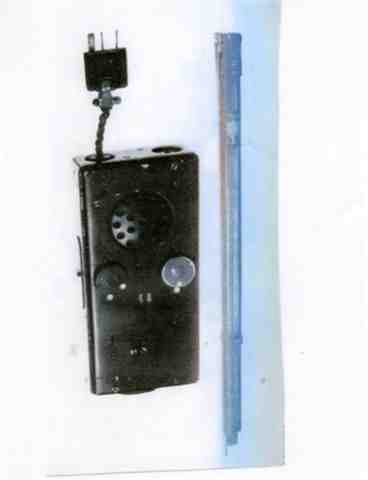
De S Phone van Anton Schrader

In de nacht van 9 op 10 november 1944 werd Schrader gedropt bij Ulrum in Groningen. Hij had opdracht van de Amerikanen veilige droppingsplaatsen te zoeken. Hij kwam daar in Ulrum bij de dorsmachinehouder de Boer, maar door gepraat van de dorpelingen was het daar voor hem niet meer veilig. Hij verhuisde daarna naar een broer van de Boer in Grijpskerk waar hij met zijn S Phone berichten doorgaf aan een vliegtuig dat boven Grijpskerk vloog. Zijn medewerker in Grijpskerk was de plaatselijke huisarts Tiem Arend Staal en de onderhoudsmonteur van de Laagspanningsnetten Arend Jan Dijkstra. Enige weken later vertrok hij weer naar Ulrum waar hij op 10 of 11 februari 1945 werd gearresteerd na bijna te zijn geliquideerd in opdracht van Pieter Meindert Schreuder, regionaal commandant van de O.D. (Ordedienst).

### Na de oorlog
Schrader studeerde na de oorlog, hij haalde een graad in economie en politiek en kreeg een beurs voor Yale Universiteit. Daarna werkte hij voor Van Kleffers en voor de BPM. Later bleef hij nog adviseur van de gemeenten Den Haag, Rijswijk en Zoetermeer.

Schrader overleed kinderloos op 8 november 2000 en is op 14 november 2000 in Den Haag gecremeerd.

## Onderscheidingen
- Bij Koninklijk Besluit van 9 maart 1944 nr 9 werd hem het Bronzen Kruis verleend vanwege zijn (eigen) ontsnapping uit bezet Nederland met het doel zich ter beschikking van de regering in Engeland te stellen.
- De Amerikaanse president Harry S. Truman onderscheidde Schrader op 16 augustus 1946 voor zijn buitengewone dapperheid met de Silver Star.[7]